# Spoorlijn 138A
Spoorlijn 138A was een Belgische spoorlijn van Florennes in België naar Doische alwaar deze aansluit op de Franse spoorlijn Givet - Givet grens. De lijn was 24,1 km lang.

## Geschiedenis
De spoorlijn van Florennes-Oost naar Givet werd aangelegd door de spoorwegmaatschappij Est-Belge en geopend op 23 juni 1862. Het was onderdeel van de verbinding Walcourt/Châtelet - Givet (lijn 135 en lijn 138). De lijn is aangelegd op enkelspoor. In 1910 kwam er in Florennes een dubbelsporige verbinding naar een nieuw hoofdstation Florennes-Centraal waardoor de diverse lijnen in Florennes met elkaar verbonden werden. Tussen Doische en Givet is het spoorverkeer beëindigd in de Tweede Wereldoorlog. Dit grensbaanvak is in 1948 opgebroken. Tussen Florennes en Doische heeft tot 1954 personenverkeer plaatsgevonden. Op het baanvak Florennes - Doische bleef er nog goederenverkeer tot 1966, op het baanvak Florennes - Merlemont tot 1984. Het baanvak van Merlemont naar Doische werd opgebroken in 1976, het baanvak van Florennes naar Merlemont in 1986.

## Aansluitingen
In de volgende plaatsen is of was er een aansluiting op de volgende spoorlijnen:
Florennes-Centraal
Spoorlijn 136 tussen Walcourt en Florennes-Centraal
Spoorlijn 136A tussen Senzeille en Ermeton-sur Biert
Spoorlijn 138 tussen Châtelet en Florennes-Centraal
Florennes-Est
Spoorlijn 138 tussen Châtelet en Florennes-Oost
Doische
Spoorlijn 156 tussen Momignies en Hastière
RFN 209 000, spoorlijn tussen Givet en Givet grens